# Osoi (Sinești), Iași
Osoi este un sat în comuna Sinești din județul Iași, Moldova, România.